# مجلة الطب الباطني
مجلة الطب الباطني، هي شهريه لاستعراض الأقران المجلة الطبية تغطي جميع جوانب الطب الباطني. تأسست في عام 1863 وانشرت Wiley-Blackwell بالنيابة عن جمعية نشر مجلة الطب الباطني. قائد التحرير هو Ulf de Faire (Karolinska Institutet).

## التاريخ
تم إنتاج المجلة في عام 1863 باسم Medicinskt Archiv بواسط (Axel K(Karolinska Institutet). وقد غطى المجال الواسع للطب، لكنه رفض سوى المساهمات من السويد المكتوبه باللغة السويديه. ومع ذلك، سرعان ما أصبحت أكثر عالمية وفي عام 1869 أعيدت تسميتها بـ Nordiskt Medicinskt Arkiv ، حيث تقبل المقالات من جميع دول الشمال في السويديه والدنماركيه والنرويجيه، مع ملخصات باللغة الألمانية. في عام 1901، تم تقسيم المجلة إلى قسمين، أحدهما للطب الباطني والآخر للجراحة.تم تقسيم الجزئين عام 1919 بالكامل إلى Acta Medica Scandinavica و Acta Chirurgica Scandinavica. Acta Medica Scandinavica الطب الباطني العام وتم قبول المقالات من هولندا. في عام 1989، تم استبدال اسم المجلة إلى الطب الباطني وأصبحت مجلة دولية بالكامل تنشر مقالات باللغة الإنجليزية في كل أنحاء العالم. 

### المحررين
كان المحرر المؤسس في عام 1863 هو أكسل كي، أستاذ التشريح المرضي (معهد كارولينسكا)، والذي ظل قائد التحرير حتى عام 1900. خلفه 1901-1918 كارل جوستاف سانتيسون، أستاذ علم العقاقير (معهد كارولينسكا). إسرائيل هولمغرين  أستاذ الطب (معهد كارولينسكا) كان قائد تحرير Acta Medica Scandinavica 1919-1957، يليه بيرجر ستراندل، أستاذ الطب (معهد كارولينسكا؛ 1958-1972) ويان فالدنستروم، أستاذ الطب العملي (جامعة لوند؛ 1973-1981). لارس إريك بوتيجر، أستاذ الطب (معهد كارولينسكا) كان محررًا من 1981 إلى 1995. وقد انتجه في عام 1996 جوران هولم، أستاذ الطب (معهد كارولينسكا)، الذي انتجه بدوره في عام 2006 أولف دي فير.

## الاستخلاص والفهرسة
وفقًا ل تقارير الاقتباس من المجلة ، فإن المجلة لديها عامل تأثير لعام 2019 يبلغ 6، 871، مما جعلها في المرتبة 14 من أصل 165 مجلة في فئة «الطب العام والداخلي».

## روابط خارجية
- الموقع الرسمي